# دارين ألين
دارين ألين هو لاعب هوكي الجليد كندي، ولد في 26 نوفمبر 1961 في ميلتون في كندا.

## وصلات خارجية
- دارين ألين على موقع دوري الهوكي الوطني (الإنجليزية)
- دارين ألين على موقع EliteProspects.com (الإنجليزية)
- دارين ألين على موقع HockeyDB.com (الإنجليزية)
- دارين ألين على موقع Hockey-Reference.com (الإنجليزية)
- دارين ألين على موقع أوليمبيديا (الإنجليزية)